# Zengi
Imad ad-Din Zengi (auch Zangi oder Zengui; arabisch عماد الدين زنكي, DMG ʿImād ad-Dīn Zankī; * 1087; † 14. September 1146 bei Qalʿat Dschaʿbar/Nordsyrien) war seit 1127 der Atabeg-Emir von Mossul, der Gründer der Zengiden-Dynastie und ein namhafter Gegenspieler der Kreuzfahrer (Einnahme Edessas 1144).

## Leben
Zengi war der Sohn von Aq Sunqur al-Hadschib, einem türkischen Ghulam-Befehlshaber des Seldschukensultans Malik-Schah I. (reg. 1072–1092).
Er stand ursprünglich in den Diensten von Qasim ad-Daula Aq-Sunqur al-Bursuqi (ermordet 1126), dem Statthalter von Mossul und Atabeg des Seldschukenprinzen Masud. Nachdem er eine Zeitlang Gouverneur von Wasit und Basra gewesen war, machte ihn der Seldschukensultan Mahmud II. (reg. 1118–1131) nach dem Tod von Izz ad-Din Masud al-Bursuqi (dem Sohn des vorherigen Dienstherren) 1127 zum Statthalter von Mossul und gleichzeitig zum Atabeg. Zengi ordnete sich schnell die diversen lokalen Machthaber der Dschazira unter.
Zengis Regierung war von ständigen Kleinkriegen geprägt. Schon im Juni 1128 übernahm er Aleppo, als sich die Bevölkerung der Stadt gerade auf Seiten eines Neffen Ilghazis gegen den regierenden Emir Qutlugh-Aba erhob. Zengis erfolgreiches Vordringen nach Syrien erlaubte es ihm, der gefährliche Gegenspieler der Kreuzfahrer zu werden, als der er von der sunnitischen Geschichtsschreibung gefeiert wird.
Trotzdem war er bisweilen auch ein Gegenspieler der Abbasiden-Kalifen, die damals versuchten, ihre Macht im Irak zu restaurieren und sich von der seldschukischen Herrschaft zu lösen. So attackierte er 1132 den Kalifen al-Mustarschid und dessen Verbündeten, den Seldschukenprinzen Seldschuk ibn Muhammad, wurde besiegt, entkam aber, weil ihm Nadschm ad-Din Ayyub (der Vater Saladins) bei Tikrit das Leben rettete. Im Juni 1132 griff er im Bunde mit dem Mazyadidenherrscher Dubais II. erneut Bagdad an und wurde abermals besiegt. Im Folgejahr 1133 erschien dann al-Mustarschid mit einer Armee (darunter kurdische Emire) vor Mossul, aber Zengi entkam und zwang ihn nach drei Monaten mit einem Kleinkrieg zum Rückzug.
In seiner Eigenschaft als Atabeg hatte Zengi zwei Söhne Sultan Mahmuds II. namens Alp-Arslan (auch als al-Chafadschi bekannt) und Farruch-Schah unter seiner Kontrolle. Er amtierte in deren Namen und konnte damit auch eine Bedrohung für den neuen Sultan Masud (reg. 1134–1152) darstellen. Der Sultan war sich der Situation wohl bewusst und rüstete (ebenso wie Zengi selbst) 1143/44 für einen Krieg, zu dem es jedoch nie kam. Zengi zahlte geringe Ablösesummen, stellte seinen eigenen Sohn als Geisel und wartete auf den Tod des Sultans, während sich Masud um gefährlichere Emire kümmerte.
Nach der grundlegenden Klärung der politischen Situation seiner beiden Oberherren im Osten, d. h. des Kalifen und des Seldschukensultans, hatte Zengi seit ca. 1135 die Möglichkeit, sich gegen rivalisierende muslimische und christliche Machthaber im Südwesten zu wenden. Zengi stand dort hauptsächlich im Konflikt mit den Buriden von Damaskus, zog Nutzen aus deren internen Streitigkeiten und konnte ihnen im Juni 1138 mit militärischen Druck die Fürstenwitwe Zumurrud sowie die Stadt Homs als Mitgift abnehmen. Im gleichen Jahr belagerte der byzantinische Kaiser Johannes II. (reg. 1118–1143) Aleppo, nachdem er zuvor bereits das Fürstentum Antiochia unter seine Kontrolle gebracht hatte. Die Belagerung blieb jedoch erfolglos. 1139 wandte Zengi seine Aufmerksamkeit (wieder) Damaskus zu, das mit dem Königreich Jerusalem gegen ihn verbündet war. Seine Belagerung schlug allerdings fehl, da der alte Mamlukenführer Unur (gest. 1149), der vormalige Statthalter von Homs, nicht zur Aufgabe bereit war.
Als Joscelin II., der Herrscher der Grafschaft Edessa, 1144 auf einem Feldzug abwesend war, belagerte Zengi Edessa, den schwächsten der Kreuzfahrerstaaten, und eroberte es am 24. Dezember 1144 (die Zitadelle fiel am 26. Dezember). Es kam zu einem Massaker an der Zivilbevölkerung, bei dem weder alte Menschen noch Kinder verschont wurden. Dieses Ereignis führte zum erfolglosen Zweiten Kreuzzug und wird in späteren islamischen Chroniken als Beginn des Dschihad gegen die Kreuzritter gewertet.
Während Zengi seine Versuche, Damaskus zu erobern, fortsetzte, wurde er in der Nacht des 14. Septembers 1146 während der Belagerung von Qalʿat Dschaʿbar von einem fränkischen Eunuchen ermordet, den er zuvor wegen des Genusses von Wein zurechtgewiesen hatte. In Mossul folgte ihm sein ältester Sohn Saif ad-Din Ghazi I., in Aleppo sein zweiter Sohn Nur ad-Din auf den Thron.
Nach einer Kreuzfahrerlegende war Zengis Mutter Ida von Österreich, die auch die Mutter von Leopold III. von Österreich war. Ida soll während des Kreuzzugs von 1101 entführt und in einen Harem gebracht worden sein.